# Glenn Horiuchi
Glenn Horiuchi (* 27. Februar 1955 in Chicago/Illinois; † 3. Juni 2000 in Los Angeles/Kalifornien) war ein US-amerikanischer Jazzpianist, Shamisenspieler und Komponist.

## Leben
Horiuchi war der Enkel des Shakuhachispielers Saburo Sugita. Er studierte Mathematik, arbeitete als Automechaniker und Bauarbeiter, trat als Multiinstrumentalist und Rockgitarrist auf und gab Musikunterricht. 1987 lernte er die Photographin Edna Ikeda kennen, die seine Frau wurde und auf jedem seiner Alben mit Fotos oder als Widmungsträgerin vertreten war. Nach der Heirat lebte er mit ihr in San Diego.
Seine erste Band bestand aus dem Bassisten M'Chaka Uba und dem Schlagzeuger Leon Alexander. Mit dieser nahm er – am Bass im Wechsel auch mit Taiji Miygawa – seine ersten fünf Alben auf. In Los Angeles gründete er später ein Quartett mit dem Tenorsaxophonisten Francis Wong, dem Bassisten Anders Swanson und der Schlagzeugerin Jeanette Wrate. Er begann in dieser Zeit auch Shamisen zu spielen, und er komponierte nun auch für Ensembles in größerer Besetzung. Politisch setzte sich Horiuchi mit der Internierung japanischstämmiger Amerikaner während des Zweiten Weltkrieges und mit der Diskriminierung der Issei in den USA auseinander.
1999 wurde bei Horiuchi Darmkrebs diagnostiziert, der bereits in einem inoperablen Stadium war. Sein letztes Konzert gab er 2000, wenige Monate, bevor er seiner Krankheit erlag.

## Diskographie
- Fair Play, 1999
- Elegy for Sarajevo, 1999
- Pachinko Dream Track 10 (mit Joseph Jarman und Francis Wong), 1998
- Dew Drop, 1997
- Mercy, 1997
- Hilltop View, 1996
- Calling is It and Now, 1995
- Kenzo’s Vision, 1995
- Live in Berlin, 1993
- Oxnard Beet, 1992
- Poston Sonata, 1992
- Little Tokyo Suite, 1992
- Manzanar Voices, 1989
- Issei Spirit, 1989
- Next Step, 1988